# Апухлицы
Апухлицы — деревня в Старицком районе Тверской области, входит в состав Емельяновского сельского поселения.

## География
Деревня находится 8 км на восток от центра поселения села Емельяново и в 42 км на северо-восток от Старицы.

## История
В «Дозорной книге Тверского уезда 1551 – 1554 гг.» находим следующее, что в Суземской волости селение Ильинское принадлежало Желтиковскому монастырю: «… селцо Ильинское, а в нем церковь Илья Пророка…». В 1748 году в селе была построена деревянная Ильинская церковь, в 1883 году в селе была построена каменная Ильинская церковь с 3 престолами.
В конце XIX — начале XX века село Ильинское и деревня Апухлицы входили в состав Емельяновской волости Старицкого уезда Тверской губернии. 
С 1929 года деревня входила в состав Емельяновского сельсовета Емельяновского района Тверского округа Московской области, с 1935 года — в составе Калининской области, с 1956 года — в составе Старицкого района, с 1994 года — в составе Емельяновского сельского округа, с 2005 года — в составе Емельяновского сельского поселения. 

## Население
| 1859 | 1886 | 2002 | 2008 | 2010 |
| ---- | ---- | ---- | ---- | ---- |
| 436  | ↗503 | ↘30  | ↘5   | ↘1   |

## Достопримечательности
В деревне (бывшем селе Ильинское) расположена Церковь Илии Пророка (1883).